# Астраханский музыкальный колледж имени М. П. Мусоргского
Астраханский музыкальный колледж им. М. П. Мусоргского — музыкальный колледж Астраханской области.

## История
В марте 1900 года от дирекции РМО была получена телеграмма с разрешением переименовать Астраханские музыкальные классы в музыкальное училище. Торжественный акт 30 апреля 1900 года, а также все документальные формальности, осуществленные в июне, подвели итог истории музыкальных классов. Так 1900 год стал датой рождения Астраханского музыкального училища, а его первым директором — А. Л. Горелов.
В 1969 году был открыт филиал колледжа в городе Капустин Яр.

## Известные преподаватели
- Яржембский, Иосиф Феликсович (скрипка, 1909—1911
- Алатарцев Владимир  Яковлевич -труба, оркестр
- Авраменко Евгений Дмитриевич оркестр-валторна
- Попов Владимир Васильевич -тромбон, труба, оркестр
- Михайличенко Владимир Васильевич -тромбон
- Якушкин Евгений  Евгеньевич -оркестр

## Специальности
- 05.01.01 «Фортепиано».
- 0501.02 «Струнные инструменты»
- 0501.03 «Духовые инструменты»
- 0501.04 «Народные инструменты»
- 0502 «Пение академическое и народное»
- 0503 «Хоровое дирижирование».
- 0504 «Теория музыки».
- 0505.01 «Музыкальное искусство эстрады».
- 0505.02 «Эстрадное пение».